# Ctenochares microcephalus
Ctenochares microcephalus là một loài tò vò trong họ Ichneumonidae.